# Bet de l'Abella
El Bet de l'Abella (L'Abella, Sant Martí de Centelles, Osona, ? – ?, 1876), fou un capitost local carlí, que en la tercera guerra carlina encapçalava una partida que operava a la zona del Congost, a Osona, entre el Montseny i els cingles de Bertí, i esdevingué un mite com a bandoler i assaltador en aquell paratge engorjat, on hi tenia el control del trànsit.

## Aparicions literàries
* «Els sots feréstecs», de Raimon Casellas
L'obra comença, en la seva primera línia, amb aquesta imprecació del personatge "Aleix de les tòfones": "¿Aon reïra de bet deuen haver anat a raure els ossos corcats d'aquell jaio del dimoni?", que la professora Carola Duran considera que seria una imprecació popular, recollida per Casellas, que faria referència al Bet de l'Abella.
* «Un senyor de Barcelona», de Josep Pla
Pla hi narra la trobada amb el Bet del pare de Rafael Puget, protagonista de l'obra, l'any 1873.